# Violenza assistita
La violenza assistita da minori è una forma di abuso minorile, un maltrattamento psicologico che si verifica prevalentemente in ambito familiare, in presenza di violenza domestica.

## Definizione
Secondo la definizione messa a punto dal CISMAI, il Coordinamento Italiano dei Servizi contro il Maltrattamento e l'Abuso all'Infanzia, 
 È una violenza indiretta, non subita in prima persona, ma subita da altri individui presenti in famiglia.
I minori possono essere esposti direttamente alle violenze o soprusi quando questi avvengono in loro presenza; o possono averne conoscenza indiretta quando qualcuno, volontariamente o inconsciamente, li informa in proposito; o possono percepirne gli effetti quando avvertono tristezza, terrore, angoscia e un continuo stato d'allerta della vittima; o quando vedono lividi, ferite, vestiti strappati, lacrime, suppellettili rotte, ecc. 
È violenza assistita anche quando vengono a conoscenza, o assistono a maltrattamenti, sevizie e abbandono degli animali presenti in famiglia.
Studi e ricerche sulla witnessing violence, iniziate negli anni settanta nei paesi anglosassoni, hanno dimostrato come essa produca effetti traumatici di pari intensità di quelli prodotti dalle violenze subite direttamente. Tuttavia, tra tutte le forme di violenza verso i bambini, questa resta una delle più delicate e meno riconosciute. Prima che gli esiti lesivi sull'equilibrio psico-fisico del minore fossero pienamente evidenziati e la violenza assistita venisse definita e considerata maltrattamento e violenza primaria, equiparabile ad un abuso diretto, i suoi effetti sui minori e i costi sociali ad essa connessi, sono stati a lungo sottovalutati, dal punto di vista sociale, sanitario e giuridico.
In Italia il riconoscimento di questo tipo di maltrattamento è stato favorito dai lavori della commissione appositamente istituita dal CISMAI nel 1999, culminati nel III Congresso nazionale CISMAI dal titolo Bambini che assistono alla violenza domestica, organizzato a Firenze dall'Associazione Artemisia nel dicembre 2003
.

## Gli effetti sui bambini
(Marie-France Hirigoyen)
Ai testimoni di violenza viene negato quel tipo di vita familiare che favorisce un sano sviluppo.
Essi convivono con paura e ansia, mista a rabbia, imbarazzo e umiliazione. Sono sempre in guardia, in attesa che il prossimo evento si verifichi. Non avendo possibilità di prevederne i tempi, non si sentono mai al sicuro, si preoccupano per se stessi, per il genitore preso di mira, e per i fratelli e sorelle. La rabbia è rivolta non solo verso l'abusante ma anche verso il genitore abusato, colpevole di non essere in grado di prevenire la violenza. Si sentono inutili, impotenti e spesso responsabili degli scontri fra i genitori. Quasi sempre sono tenuti a mantenere il segreto di famiglia. Si sentono isolati e vulnerabili, abbandonati fisicamente ed emotivamente, sono in cerca di attenzione, affetto e approvazione; il loro attaccamento è danneggiato e sono incapaci di provare fiducia. Se esposti a fonti di stress molto intense, possono sviluppare un disturbo da stress post traumatico.
Spesso presentano disturbi del sonno, mancanza di concentrazione con scarso rendimento scolastico, mal di stomaco e/o mal di testa, enuresi, tristezza, depressione e rabbia.
Possono verificarsi ritardi di sviluppo, riduzione delle capacità cognitive e la sindrome da deficit di attenzione e iperattività. I/le bambini/e a loro volta possono esprimersi in modo aggressivo con il genitore abusato o con i coetanei, fino ad agire atti di bullismo.
La violenza assistita è indicata come fattore di rischio per altri tipi di maltrattamento verso i minori, come il maltrattamento fisico, la trascuratezza e l'abuso sessuale.

## Gli effetti a lungo termine
La violenza domestica compromette le funzioni genitoriali della vittima, danneggiando la relazione genitore/bambino in tutto il suo divenire.
L'esposizione prolungata alla violenza ne favorisce la trasmissione intergenerazionale.
Infatti i bambini che crescono osservando un modello di relazioni intime in cui si usa l'intimidazione e la violenza, possono allearsi con l'abusante e perdere il rispetto per il genitore abusato, apparentemente impotente. Tale mancanza di rispetto insegna ad esempio, nel caso più frequente in cui l'abusante sia il padre, che si può mancare di rispetto alle donne, che la violenza e la prevaricazione sono modi efficaci e virili per risolvere conflitti e problemi; da grandi hanno più probabilità di maltrattare la propria partner fin dai primi appuntamenti. Nelle ragazze può radicarsi la convinzione che le minacce e la violenza nelle relazioni siano la norma.
Diventati adolescenti, i figli sono maggiormente esposti a fughe da casa, a depressione con rischio suicidario, all'abuso di alcol e droghe, alla delinquenza giovanile e alla criminalità adulta.

## L'aspetto giuridico
È una violenza difficile da provare in sede giudiziaria, in quanto provoca un "danno invisibile", di difficile rilevazione, spesso occultato, negato e sottovalutato.
Sotto il profilo strettamente giuridico in Italia non esiste una normativa specifica e pertinente al problema della violenza assistita da minori.
L'Autorità garante per l'infanzia e l'adolescenza ha istituito una Commissione consultiva che in un documento di proposta presentato recentemente (maggio 2015), oltre ad auspicare la distribuzione sul territorio di un numero adeguato di servizi specialistici in tema di rilevazione, protezione e trattamento del maltrattamento infantile, sollecita che venga definito il reato di violenza assistita nei confronti di un minore.
Attualmente (aprile 2016) il codice penale considera la violenza assistita un'aggravante del reato di maltrattamenti in famiglia (ex articolo 572) se l'abusante maltratta continuamente il coniuge o il convivente davanti ai figli, procurando loro grave pregiudizio, e non quando le vessazioni sono solo occasionali. Il giudice può obbligare il maltrattante a lasciare immediatamente la casa familiare; in ambito civile può disporre la decadenza della potestà e ugualmente provvedere all'allontanamento del genitore.
Il giudice può disporre anche l'intervento dei servizi sociali, o di un centro di mediazione familiare, o dei centri antiviolenza che sostengono e accolgono donne e minori vittime di abusi e maltrattamenti.